# 7995 Хворостовський
7995 Хворостовський (7995 Khvorostovsky) — астероїд головного поясу, відкритий 4 серпня 1983 року.
Тіссеранів параметр щодо Юпітера — 3,257.